# (37425) 2001 YM3
2001 YM3 (asteroide 37425) é um asteroide da cintura principal. Possui uma excentricidade de 0.25370170 e uma inclinação de 3.79080º.
Este asteroide foi descoberto no dia 19 de dezembro de 2001 por Charles W. Juels em Fountain Hills.